# 1586
1586 (MDLXXXVI) a fost un an comun al calendarului gregorian, care a început într-o zi de miercuri.

## Nașteri
- 9 octombrie: Leopold al V-lea, Arhiduce de Austria-Tirol arhiduce de Tirol, episcop de Passau și Strasbourg (d. 1632)
- 20 ianuarie: Johann Hermann Schein compozitor german (d. 1630)
- 31 decembrie: Magdalene Sibylle a Prusiei  (d. 1659)
- dată necunoscută: Leo Allatius intelectual grec, profesor și teolog (d. 1669)
- dată necunoscută: Radu Mihnea  (d. 1626)
- 17 ianuarie: Marco Antonio Bassetti pictor italian (d. 1630)
- dată necunoscută: Samuel Korecki  (d. 1622)
- 25 decembrie: Jean François (matematician) matematician francez (d. 1668)

## Decese
- 12 decembrie: Ștefan Báthory  (n. 1533)
- 17 octombrie: Philip Sidney  (n. 1554)
- 25 ianuarie: Lucas Cranach cel Tânăr  (n. 1515)
- 18 ianuarie: Margareta de Parma ducesă de Parma și guvernatoare a Țărilor de Jos Habsburge din 1559 până în 1567 (n. 1522)
- 15 octombrie: Elisabeta a Danemarcei  (n. 1524)
- 19 octombrie: Ignazio Danti  (n. 1536)
- 20 septembrie: Anthony Babington  (n. 1561)
- 31 iulie: Ferrante Capeci  (n. 1546)